# Paracalyptrophora mariae
Paracalyptrophora mariae är en korallart som först beskrevs av W. Versluys 1906.  Paracalyptrophora mariae ingår i släktet Paracalyptrophora och familjen Primnoidae. Inga underarter finns listade i Catalogue of Life.